# مارمولک خاردار بیابانی
مارمولک خاردار بیابانی (نام علمی: Sceloporus magister) نام یک گونه از سرده مارمولک خاردار است.